# Combate de Sansana
El combate de Sansana o la batalla de Sansana fue un enfrentamiento ocurrido el 17 de diciembre de 1811 entre las fuerzas del Ejército del Norte de las Provincias Unidas del Río de la Plata al final de la primera expedición auxiliadora al Alto Perú, y las fuerzas realistas españolas del Ejército Real del Perú.
El combate se produjo en el pueblo de Sansana, en la provincia de Sud Chichas del departamento de Potosí en la actual Bolivia, entonces Intendencia de Potosí.

## Antecedentes
Luego de la retirada a causa de la terrible derrota en la batalla de Guaqui, el nuevo comandante del Ejército del Norte, Juan Martín de Pueyrredón, decidió hacer un nuevo intento de avanzar sobre el Alto Perú para apoyar a la nueva insurrección de Cochabamba. Para ello envió a su segundo, el mayor general Eustoquio Díaz Vélez con un regimiento de caballería y un batallón de infantería hacia la villa de Yavi. Como los soldados consideraban que era una misión suicida, antes de la partida se produjo un motín en el batallón de infantería que se saldó con la ejecución de los cabecillas. En esas circunstancias, Manuel Dorrego se ofreció para acompañar a Díaz Vélez. La fuerza de Díaz Vélez se internó en Chichas, pero el comandante realista José Manuel de Goyeneche envió 400 soldados a enfrentarlos, situándose ambas fuerzas frente a frente. Las fuerzas realistas se retiraron en busca de los 600 soldados de refuerzo que Goyeneche envió al mando de Francisco Picoaga.
El avance de Díaz Vélez hizo que Picoaga se retirara hasta Tupiza, en donde incorporó 400 hombres que allí tenía y se situó en la margen norte del río Suipacha. Díaz Vélez contramarchó recibiendo el refuerzo de 200 hombres de caballería al mando de Martín Miguel de Güemes, pasando por Cangrejos, hasta acampar el 15 de diciembre en Los Colorados con 700 hombres, a la espera de las órdenes de Pueyrredón.

## El combate
El 16 de diciembre de 1811, la avanzada de Díaz Vélez en Pumahuasi le informó que en Sansana, a 4 leguas de Pumahuasi, se hallaba una partida realista custodiando una provisión de harina. Para apropiarse de la harina, desde Los Colorados, Díaz Vélez envió a Dorrego con 40 hombres a atacar la partida realista.

Paso á poner en noticia de V. S. como mi avanzada del punto de Pumaguasí en la noche del 16 á la una y media de la mañana tubo noticia que el enemigo tenía de allí quatro leguas del pueblito de Sansana unas cargas de harina. Inmediatamente salieron 40 hombres al cargo de mi ayudante de campo D. Manuel Dorrego, llevando por subalternos á los tenientes de dragones D. Luis Garcia, y de infanteria D. Antonio Basán: al estar próximos al punto de la denuncia, supieron hallarse en unos ranchos la partida enemiga á la que acometieron al aclarar.

Como los enemigos se hallasen atrincherados parte dentro del rancho, parte detrás de los tapiales, y los nuestros á cuerpo descubierto, se trabó un fuego vivisimo, que duró cerca de una hora, hasta que acometiendo al rancho por diferentes puntos consiguieron matar al que los comandaba. La perdida del enemigo fue de 14 muertos 2 heridos mortalmente y 6 prisioneros: al principio de la acción se huyeron 4 á caballo y 3 á pie por una quebrada inmediata. De nuestra parte hemos tenido 3 muertos y un herido levemente.

Se les tomaron 27 mulas, 13 fusiles útiles y 6 que hicieron pedazos en el acto de la acción; pero el mas feliz resultado fue que en los dichos ranchos existian los equipajes de los soldados, y aun de varios oficiales de lo que tubo nuestra tropa un quantioso botin; pero como en estas circunstancias se aparecieron tres partidas enemigas en número de 150 hombres en un cerro muy inmediato hizo el capitan Dorrego que se pegase fuego á los ranchos para que se quemase el resto del equipage que no había podido tomar la tropa, el que según el gran incremento que había tomado el fuego quando se retiraron juzga se reduxo todo á cenizas.
Parte oficial

Manuel Dorrego logró rendir a la partida, que tuvo 14 muertos, teniendo a su vez 3 argentinos muertos propios, antes de tener que huir ante la llegada de 200 realistas.

## Consecuencias
La división de Díaz Vélez recibió refuerzos, totalizando 860 hombres, 300 de ellos fusileros montados y los demás de infantería, junto con 150 honderos indígenas adicionales y 5 piezas de artillería.
Luego de negociaciones frustradas, el 11 de enero de 1812 Díaz Vélez envió a Dorrego con 100 hombres a copar el caserío de Nazareno (a 3 km al este de la aldea de Suipacha), en donde fue derrotado en el combate de Nazareno, al día siguiente.